# 屍活師 女王的法醫學
《屍活師 女王的法醫學》是杜野亞希所創作的日本漫畫，2010年至2018年期間於《BE·LOVE》連載。曾兩度獲改編為電視劇：分別為2013年由富士電視台翻拍，松下奈緒主演的版本；以及由2021年於東京電視台播映，仲間由紀惠主演的版本。

## 出版書籍
| 卷數 | 講談社         | 講談社                 | 長鴻出版社    | 長鴻出版社             |
| 卷數 | 發售日期       | ISBN                   | 發售日期      | ISBN                   |
| ---- | -------------- | ---------------------- | ------------- | ---------------------- |
| 1    | 2010年9月13日  | ISBN 978-4-06-319295-7 | 2012年9月4日  | ISBN 978-626-002-082-8 |
| 2    | 2011年5月13日  | ISBN 978-4-06-380318-1 | 2012年9月18日 | ISBN 978-626-002-083-5 |
| 3    | 2011年11月11日 | ISBN 978-4-06-380329-7 | 2014年5月10日 | ISBN 978-626-002-085-9 |
| 4    | 2012年5月11日  | ISBN 978-4-06-380346-4 | 2014年5月24日 | ISBN 978-626-002-087-3 |
| 5    | 2013年1月11日  | ISBN 978-4-06-380370-9 | 2014年11月5日 | ISBN 978-626-002-088-0 |
| 6    | 2013年8月12日  | ISBN 978-4-06-380387-7 | 2015年2月26日 | ISBN 978-626-002-089-7 |
| 7    | 2013年9月13日  | ISBN 978-4-06-380398-3 |               |                        |
| 8    | 2014年6月13日  | ISBN 978-4-06-380430-0 |               |                        |
| 9    | 2014年10月10日 | ISBN 978-4-06-380444-7 |               |                        |
| 10   | 2015年2月13日  | ISBN 978-4-06-380459-1 |               |                        |
| 11   | 2015年8月12日  | ISBN 978-4-06-380479-9 |               |                        |
| 12   | 2015年12月11日 | ISBN 978-4-06-380492-8 |               |                        |
| 13   | 2016年6月13日  | ISBN 978-4-06-394503-4 |               |                        |
| 14   | 2016年10月13日 | ISBN 978-4-06-394520-1 |               |                        |
| 15   | 2017年3月13日  | ISBN 978-4-06-394537-9 |               |                        |
| 16   | 2017年9月13日  | ISBN 978-4-06-394556-0 |               |                        |
| 17   | 2018年4月13日  | ISBN 978-4-06-511180-2 |               |                        |
| 18   | 2018年10月12日 | ISBN 978-4-06-513422-1 |               |                        |

## 電視劇（東京電視台）
2021年4月27日，宣佈本作獲改編為東京電視台電視劇，由仲間由紀惠主演，於5月31日20時首播。第二作於2022年3月21日播出。第三作於2023年7月3日播出。

### 登場人物

#### 主要人物
- 桐山雪：仲間由紀惠
- 犬飼一：松村北斗（SixTONES）
- 丹羽嗣仁：石坂浩二
- 村上衛：田邊誠一
- 高嶺霞：新實芹菜
- 林田匡：小松利昌
- 遠藤（埼玉縣警本部 搜查第一課長）：阿南健治
- 安村泰介：西村元貴
- 藤岡：高島豪志

#### 其他人物

##### 第一作
- 藍田早智恵 - 山下容莉枝
- 藍田満里 - 中田久留美
- 本郷武志 - 利重剛
- 新井光一郎 - 松澤匠
- 坂木菜菜美 - 梅舟惟永
- 川越克久 - 湯江健幸
- 川越塔子 - 加藤和子
- 甲元正治 - 諫早幸作

##### 第二作
- 梶山仁史（瓜生節子的兒子） - 高木雄也（Hey! Say! JUMP）（幼少期：石塚陸翔、少年期：北原十希明）
- 瓜生節子（瓜生公造的妻子） - 手塚理美
- 瓜生淳（瓜生公造的兒子） - 袴田吉彥
- 三島茜（瓜生物產 社長秘書） - 筧美和子
- 瓜生公造（瓜生物產 社長） - 山田明郷
- 和久井秀夫（瓜生物產 專務） - 春海四方
- 大塚大輝 - 内浦純一

##### 第三作
- 橘亮平（埼京醫大藥學部 職員） - 佐野岳
- 橘結衣（亮平的妻子） - 德永繪里
- 内藤沙也加（埼京醫大藥學部 大学院生） - 高田夏帆
- 住田透（埼京醫大藥學部 講師） - 飛永翼
- 楠耕士郎（被殺害的建築師） - 增田修一朗
- 笹沢暢弘（楠的助手） - 中村靖日
- 男子（發現楠的遺体的第一人） - 西川瑞
- 女子（出席婚禮二次會） - 友利惠
- 飯店服務員 - 大山きか
- 制服警察 - 伊東潤

### 製作團隊
- 原作：杜野亞希《屍活師》（講談社《BE·LOVE》）
- 導演：村上牧人
- 編劇：香坂隆史
- 法医学監修・指導：高木徹也（東北醫科藥科大學）、奈良明奈（東北醫科藥科大學）
- 警察監修：石坂隆昌
- 醫療監修：山本昌督
- 特殊造形：松井祐一
- 殺陣指導：KASHIRA（大道寺俊典）
- 車技指導：株式会社Seals
- 技術協力：FORTUNE（日语：フォーチュン (テレビ技術会社)）
- 美術協力：K Planning、山崎美術
- CG：Malin Post-Production（日语：マリンポスト）
- 執行製作人：中川順平（東京電視台）
- 製作人：黑澤淳（TELEPACK）、雫石瑞穂（TELEPACK）、山本梨恵（TELEPACK、第2作 - ）

## 外部連結
- 漫畫官方網站 （页面存档备份，存于）（日語）
- 屍活師 女王的法醫學｜東京電視台 （页面存档备份，存于）
- 屍活師 女王的法醫學2｜東京電視台 （页面存档备份，存于）
- 屍活師 女王的法醫學3｜東京電視台 （页面存档备份，存于）